# Горный советник
Горный советник (фин. vuorineuvos, швед. bergsråd) — высокое почётное звание, присваиваемое Президентом Республики Финляндия работникам промышленных и торговых предприятий, имеющих отношение к горнодобывающей промышленности Финляндии. В подавляющем большинстве случаев это звание присваивается руководителям предприятий — исполнительным и генеральным директорам.
Присвоение звания горного советника началось ещё в тот период, когда Финляндия входила в состав Швеции, и продолжилось во время Великого княжества Финляндского в составе России. Первым, кому это звание было присвоено после обретения Финляндией независимости, стал барон Фридольф Хисингер, это произошло в 1918 году; всего с 1918 по 2010 год было присвоено около трёхсот этих званий. В период с 2001 по 2010 год было присвоено 25 званий (от одного до четырёх в год).
Некоторые лица, которым были присвоено звание горного советника:
- Аалто, Юхо[фин.]
- Аалтонен, Эмил[фин.]
- Альстрём, Ханс[фин.]
- Эдвин Леонард Бергрот
- Валден, Юусо[фин.]
- Вальфорс, Вильгельм
- Векман, Вернер
- Кайрамо, Кари[фин.]
- Нисканен, Юрьё[фин.]
- Рааде, Уолеви[фин.]
- Саариканнас, Мартин[фин.]
- Херлин, Нейкки[фин.]